# Сен-Жерве-ле-Бен
Сен-Жерве́-ле-Бен (фр. Saint-Gervais-les-Bains) — коммуна во Франции, в регионе Рона-Альпы, департамент Верхняя Савойя. Входит в состав кантона Монблан. Округ коммуны — Бонвиль. Население — 5599 человек (2012). Коммуна является самой высокой во Франции и в Европе, так как на её территории находится пик Монблан — 4810 метров (массива Монблан).
Муниципалитет расположен на расстоянии приблизительно 470 км на юго-восток от Парижа, 150 км на восток от Лиона, 45 км на восток от Анси.

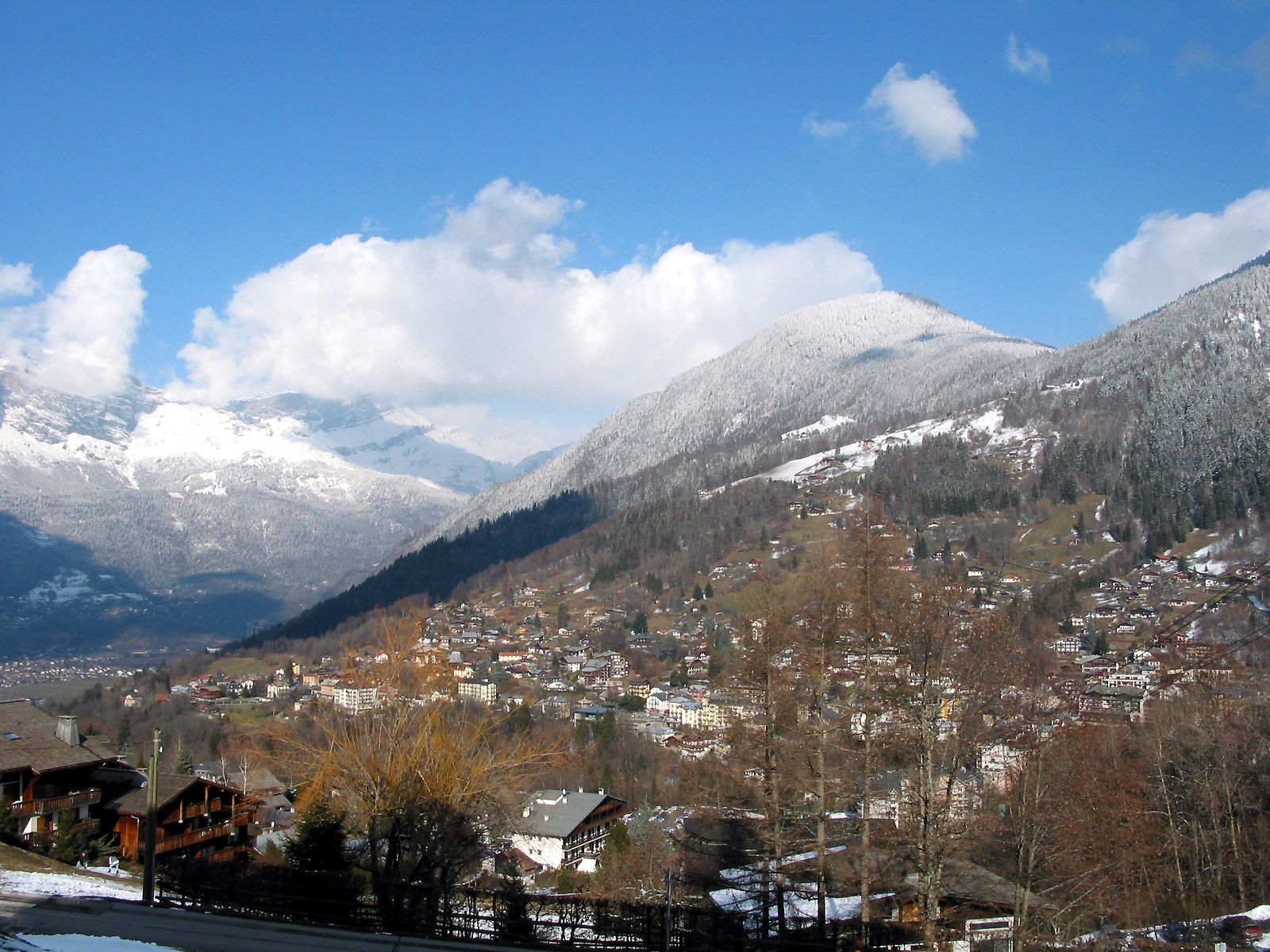
Вид на Сен-Жерве-ле-Бен зимой